# Ejido Gogorrón
Ejido Gogorrón är en ort i Mexiko.   Den ligger i kommunen Villa de Reyes och delstaten San Luis Potosí, i den centrala delen av landet, 300 km nordväst om huvudstaden Mexico City. Ejido Gogorrón ligger 1 807 meter över havet och antalet invånare är 1 548.
Terrängen runt Ejido Gogorrón är varierad. Runt Ejido Gogorrón är det ganska glesbefolkat, med 23 invånare per kvadratkilometer. Närmaste större samhälle är Villa de Reyes, 4,7 km sydväst om Ejido Gogorrón. Omgivningarna runt Ejido Gogorrón är i huvudsak ett öppet busklandskap.